# Відродження (газета, 1918)
«Відро́дження» — щоденна безпартійна демократична газета. Виходила українською мовою в Києві у 1918–1919 роках. Засновник — редакційно-видавничий відділ Військового міністерства УНР. У 1918 році видання редагували послідовно: редакційний комітет, П. М. Гаєнко, П. Г. Певний. У 1918 році до газети виходили ілюстровані додатки. 
Найбільше місце в газетних публікаціях приділялося питанням державного будівництва, соціальної і національно-культурної політики Української Народної Республіки та Української Держави. Серед матеріалів часопису привертають увагу передові статті, огляди преси, публікації, в яких порушувалися важливі питання політичного, соціально-економічного, національно-культурного життя країни. На сторінках газети систематично висвітлювалася хроніка подій з провінцій та з-за кордону, яку надавали власні кореспонденти в Україні та Європі. 
У часописі постійно друкувалися такі рубрики, як: «Вісті з місць», «По Україні», «Офіційний відділ», «Хроніка», «Література і мистецтво», «Освіта і школа», «Академічний відділ», «Архітектура», «Театр і музика», «Спорт» та ін. Тут висвітлювалися різні проблеми національно-культурного будівництва, аналізувався досвід його проведення у різних сферах державного життя. 
З газетою активно співпрацювали: Антон Гриневич, Михайло Грушевський, Віктор Дуб'янський, Федір Дудко, Олександр Кошиць, Володимир Мурський, Олександр Олесь, Микола Сріблянський, Кирило Стеценко, Григорій Чупринка, Микола Сумцов та ін.
У фондах Національної бібліотеки України ім. В. І. Вернадського зберігаються номери газети за 1918 і 1919 роки та ілюстровані додатки за 1918 рік.